# Waterschap van de Berkel
Het Waterschap van de Berkel was de waterbeheerder in het oosten van de Nederlandse provincie Gelderland en is vernoemd naar de rivier de Berkel. Het waterschap is in 1882 opgericht door de Provinciale Staten van Gelderland. Daarvoor had Willem Constantijn Arnold Staring de waterstaat van het gehele gebied in kaart gebracht, waaronder gedetailleerde tekeningen van de bruggen en de mogelijkheden tot bevaarbaarheid van de waterlopen. Wel werden er binnen het gebied vier zelfstandige afdelingen opgezet:
- Afdeling Beneden Berkel
- Afdeling Boven Berkel
- Afdeling Beneden Slinge
- Afdeling Boven Slinge

Deze afdelingen werden in 1950 samengevoegd.
Het stroomgebied van de Berkel, inclusief van de zijbeek de Grevengracht, ofwel Groenlose Slinge, vormde het grootste gedeelte van de oppervlakte van het waterschap, met ruim 30.000 hectare. Daarnaast had het waterschap vanaf 1963 ook nog het beheer over het stroomgebied van de Eefse Beek, Dommerbeek, Flierderbeek, Polbeek, Vierakkerse- en Onderlaatse Laak, gronden tussen Gorssel en de IJssel en gronden ten noorden van Lochem, die afwaterden op het Twentekanaal. In 1997 ging het Waterschap van de Berkel op in het Waterschap Rijn en IJssel tezamen met Polderdistrict Rijn en IJssel, Waterschap De Schipbeek, Waterschap IJsselland-Baakse Beek, Waterschap van de Oude IJssel en Zuiveringsschap Oostelijk Gelderland.